# Guylène Pantel
Pour les articles homonymes, voir Pantel.
Guylène Pantel, née le 14 décembre 1963, est une femme politique française. Sénatrice de la Lozère et vice-présidente du conseil départemental de la Lozère, elle succède à Alain Bertrand au Sénat après sa mort, le 3 mars 2020.

## Biographie
Elle est élue conseillère municipale d'Ispagnac au premier tour des élections municipales de 2008. Elle devient première adjointe au maire de cette commune le 4 avril 2014, puis maire par intérim le 28 mai 2018. Elle est élue maire le 31 juillet 2018.
Elle est élue conseillère départementale de la Lozère pour le canton de Florac en 2015, puis devient quatrième vice-présidente du conseil départemental de la Lozère le 2 avril 2015,.
En janvier 2017, elle devient première vice-présidente de la communauté de communes Gorges Causses Cévennes nouvellement créée.
Le 4 mars 2020, elle devient sénatrice de la Lozère à la suite du décès d'Alain Bertrand. À la suite de sa nomination, ne pouvant cumuler ces postes, elle démissionne de ses fonctions de maire, de vice-présidente de la communauté de communes et de vice-présidente du conseil départemental.
Elle est la première membre du Sénat et habitant de la Lozère à avoir un diagnostic positif au Covid-19, le 13 mars 2020.
Elle n'est pas reconduite dans son mandat de conseillère municipale d'Ispagnac lors des élections municipales de 2020.
Elle est réélue conseillère départementale de la Lozère pour le canton de Florac le 20 juin 2021.
Elle est réélue sénatrice de la Lozère le 24 septembre 2023.

## Détail des mandats et fonctions

### En cours
- Depuis le 4 mars 2020, réélue le 24 septembre 2023 : sénatrice de la Lozère, remplace Alain Bertrand à la suite de son décès.
- Conseillère départementale de la Lozère depuis le 2 avril 2015, réélue le 20 juin 2021.

### Passés
- mars 2008 - juin 2020 :  conseillère municipale d'Ispagnac ;
- 4 avril 2014 - 28 mai 2018 : première adjointe au maire d'Ispagnac ;
- 28 mai 2018 - 4 mars 2020 : maire d'Ispagnac — par intérim jusqu'au 31 juillet 2018 ;
- janvier 2017 - mars 2020 : première vice-présidente de la communauté de communes Gorges Causses Cévennes ;
- 2 avril 2015 - 19 juin 2020 : 4e vice-présidente du conseil départemental de la Lozère.